# 瓦卢瓦尔
瓦卢瓦尔（法語：Valloire，法語發音：[valwaʁ]）是法国萨瓦省的一个市镇，属于圣让德莫里耶讷区。

## 地理
瓦卢瓦尔（45°9'55"N, 6°25'42"E）面积137.48 平方千米，位于法国奥弗涅-罗讷-阿尔卑斯大区萨瓦省，该省份为法国东部省份，历史上为薩伏依的一部分，北起上萨瓦省，西接伊泽尔省和安省，南部和东部与上阿尔卑斯省和意大利接壤。
与瓦卢瓦尔接壤的市镇（或旧市镇、城区）包括：拉格拉沃、勒莫内捷莱班、内瓦什、圣让达尔沃、瓦尔梅尼耶。
瓦卢瓦尔的时区为UTC+01:00、UTC+02:00（夏令时）。

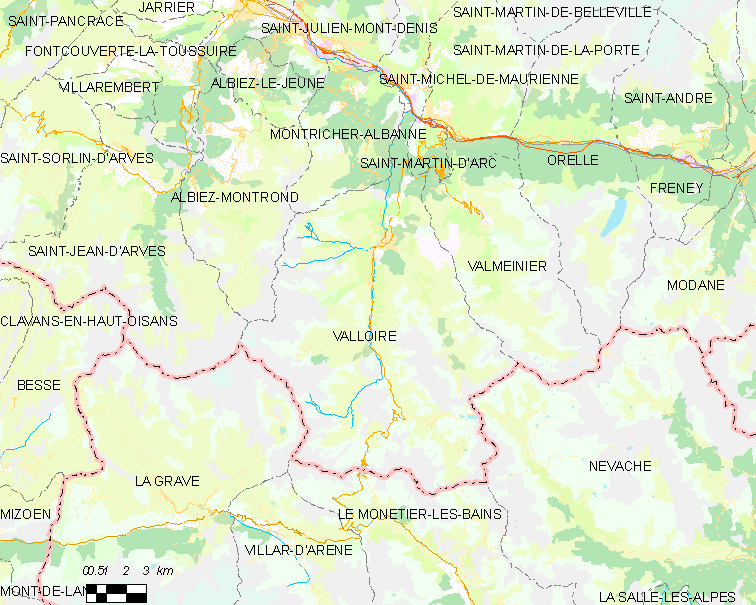
瓦卢瓦尔的OSM定位图

## 行政
瓦卢瓦尔的邮政编码为73450，INSEE市镇编码为73306。

## 政治
瓦卢瓦尔所属的省级选区为莫达讷县。

## 人口

1962-2008年间瓦卢瓦尔人口变化图示

瓦卢瓦尔于2022年1月1日时的人口数量为1074人。